# Lunnefågel
Lunnefågel (Fratercula arctica) är en fågel som tillhör familjen alkor. Den häckar i nordatlanten både på den europeiska och nordamerikanska sidan. Lunnefågeln minskar kraftigt i antal till följd av predation från invasiva arter, miljöförstöring och födobrist. Internationella naturvårdsunionen IUCN anser den vara hotad och placerar den i kategorin sårbar. Den häckade i Sverige fram till 1970 men anses idag utdöd i svenskt territorium.

## Utseende och läte

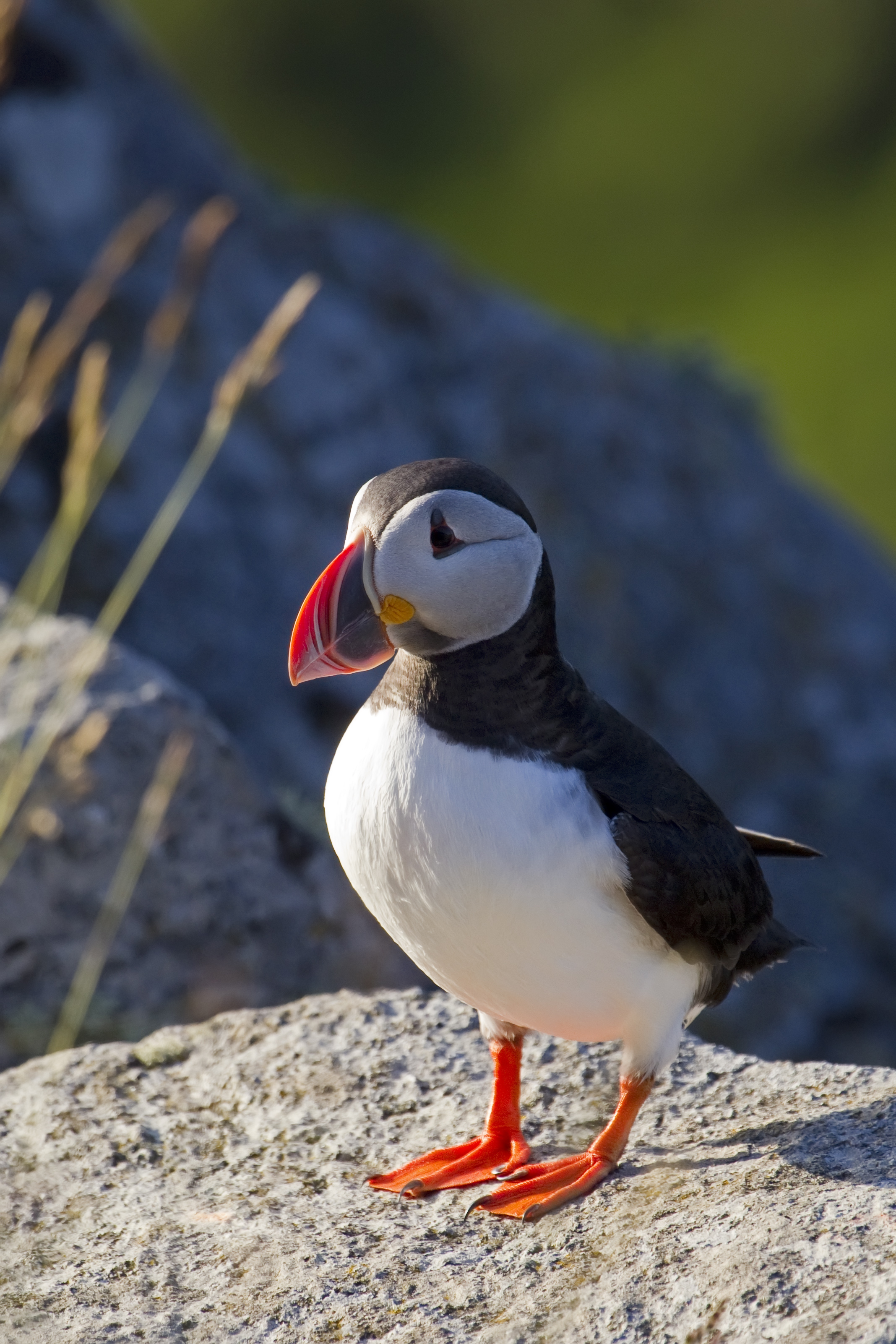
Adult lunnefågel i häckningsdräkt.

Den adulta lunnefågeln är mellan 28 och 34 cm lång, med ett vingspann på 50–60 cm och en kompakt byggd kropp. Den är svartfärgad på ovansidan, vit på undersidan med ett brett svart band om halsen. Vingarna är svarta på ovansidan och grå på undersidan. Huvudets sidor och strupen är ljust askgrå och den har en mörkt blågrå triangelformad fläck över ögat som tillsammans med ett längre streck bakom ögat ger den en uppsyn som en ledset sminkad clown. Den har en mycket stor papegojliknande näbb med konvexa näbbfåror som sträcker sig bakåt och den är blå, gul och röd. I mungipan har den en rund gul fläck. Benen är orangea. Den vuxna fågeln är om vintern mörkt gråtonad i ansiktet och näbben är mörkare och mindre. Juvenilerna har en mycket smalare näbb som saknar fåror och ansiktet är mörkt grått och kan misstas för en alkekung (Alle alle) i vinterdräkt.
Lätet är ett dovt, grymtande ”arr-uh” eller liknande och brukar höras från boplatsen.

## Utbredning och systematik

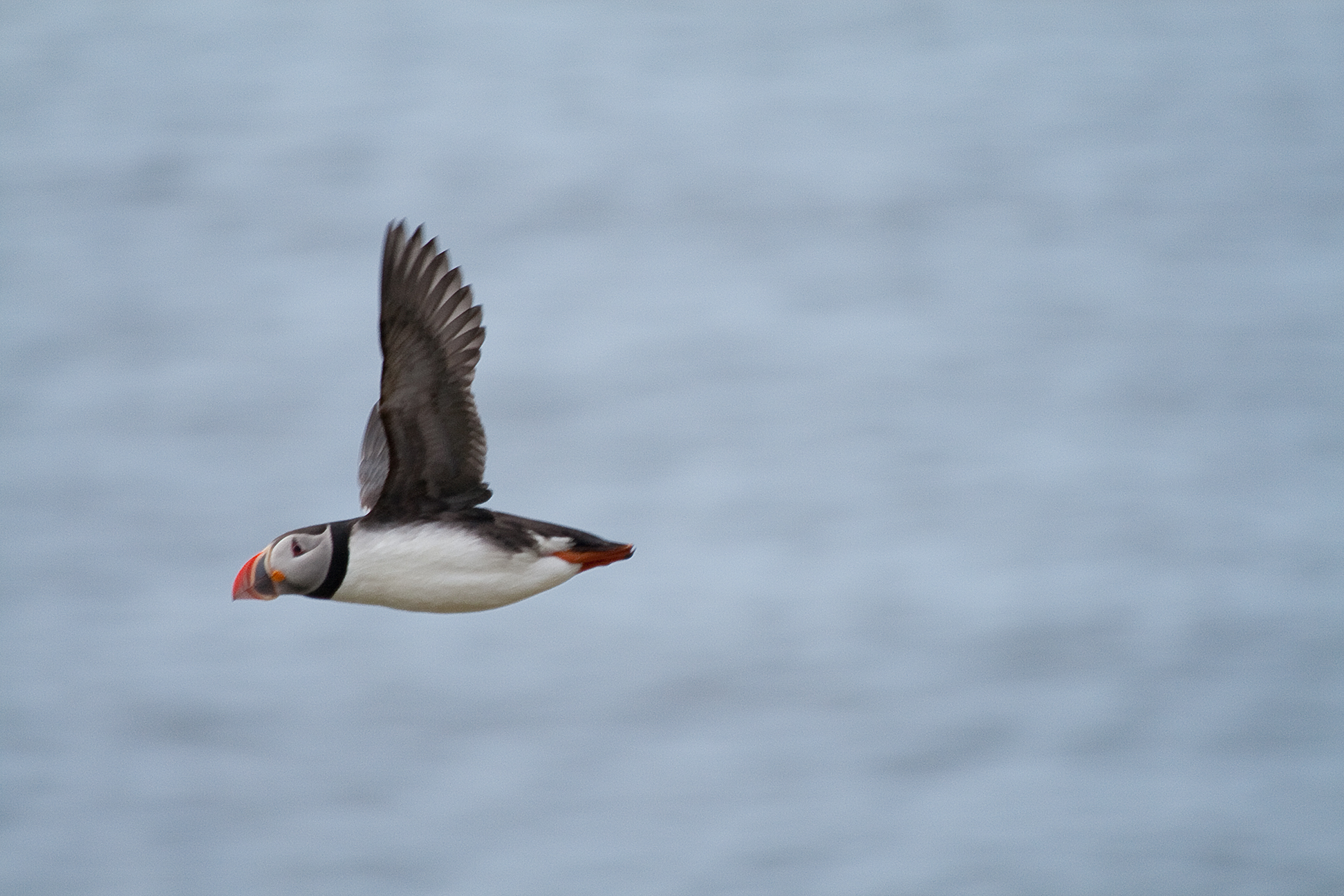
Flygande adult lunnefågel.

### Taxonomi
Lunnefågeln beskrevs taxonomiskt 1758 av Carl von Linné som då gav den namnet Alca arctica. Två år senare beskrev Mathurin Jacques Brisson släktet Fratercula som arten numera förs till, tillsammans med arterna tofslunne och hornlunne.

### Utbredning
Lunnefågeln häckar i Nordsjön, norra delen av Atlanten och Norra ishavet till 80 grader nordlig bredd samt vid Europas, norra Asiens och Nordamerikas kuster. Den är en flyttfågel. Lunnefågeln är svårräknad och man uppskattar därför världspopulationen till mellan 3,8 och 8,2 miljoner häckande par varav 113 000 häckar kring Nordsjön. Lunnefågelns kärnförekomst finns framför allt på Island (bland annat i Vík) och i Norge, men även i Färöarna och Storbritannien. Mindre populationer finns på Björnön, Jan Mayen, Spetsbergen och Grönland. De största kolonierna finns på Island, i Färöarna, i Skottland och vid Lofoten i Norge. De icke-häckande yngre individerna har en mycket större geografisk spridning än de adulta fåglarna.

### Underarter
Tidigare delade man in lunnefågel i tre underarter:
- Fratercula arctica naumanni – häckar i högarktiska områden i nordöstra Kanada, nordvästra och östra Grönland, Jan Mayen, Svalbard och norra Novaja Zemlja,
- Fratercula arctica arctica – häckar på sydöstra Baffinön och i Hudson Bay söderut till Maine, sydvästra och södra Grönland, Björnön, Island, norra och västra Norge, Kolahalvön och södra Novaja Zemlja, och
- Fratercula arctica grabae – häckar på Färöarna, i södra Norge, Storbritannien, Irland, Tyskland och nordvästra Frankrike.

Forskning har dock visat att denna indelning är godtycklig och att variationerna i vinglängd, näbblängd och näbbdjup har en kontinuerlig övergång mellan de olika populationerna, så kallad klinal variation. Man anser därför att lunnefågeln ska betraktas som en monotypisk art.

### Förekomst i Sverige
Idag förekommer inte lunnefågeln som häckande fågel i Sverige. Dock har den häckat i Bohuslän och den beskrevs första gången som häckfågel i Sverige den 14 juli 1837, men man har visat genom benfynd att den häckat under lång tid i Sverige. I modern tid fanns de enda kolonierna på Soteskären och på Stora Knappen bland Väderöarna i Bohuslän, där man tror att ett hundratal par kan ha häckat. Redan 1889 skrev C. A. Hansson att "denna fogelart borde vid Bohuslän strängt fredas, innan den blir helt och hållet utrotad." Men kolonierna försvann på grund av jakt och äggplockning trots att lunnefågeln fridlystes i Göteborgs och Bohus län 1913. Även minken gick hårt åt dessa båda kolonier och det sista paret häckade 1970. Senare återplanteringsförsök har misslyckats. Enstaka sommarfynd av adulta individer görs då och då under häckningstid i Bohuslän, oftast på Soteskär, och 2006 observerades ett par på Nidingens fyrplats utanför Hallandskusten. Sommarfynd av juvenila fåglar har gjorts så långt söderut som Halmstad (18 augusti 1956) och Härmanö (13 augusti 1973). Det finns därför förhoppningar om att den kommer att häcka i Sverige igen. 
Lunnefåglar ses årligen utmed Sveriges västkust när de passerar under flyttningen och då främst på vintern. Under en period under 1990– och 2000-talet har det noterats att fler lunnefåglar observeras vintertid på västkusten än tidigare, exempelvis mer än 300 stycken 1990, 225 stycken 1996 och 440 stycken 2002. Detta förmodas bero på ändrade övervintringsområden. Observationer av lunnefågel i inlandet eller på Östkusten är ovanliga, men det förekommer. Exempelvis har den observerats på Öland och Gotland, i Mälaren och Vättern och till och med i Dalsland och Lappland.

## Ekologi

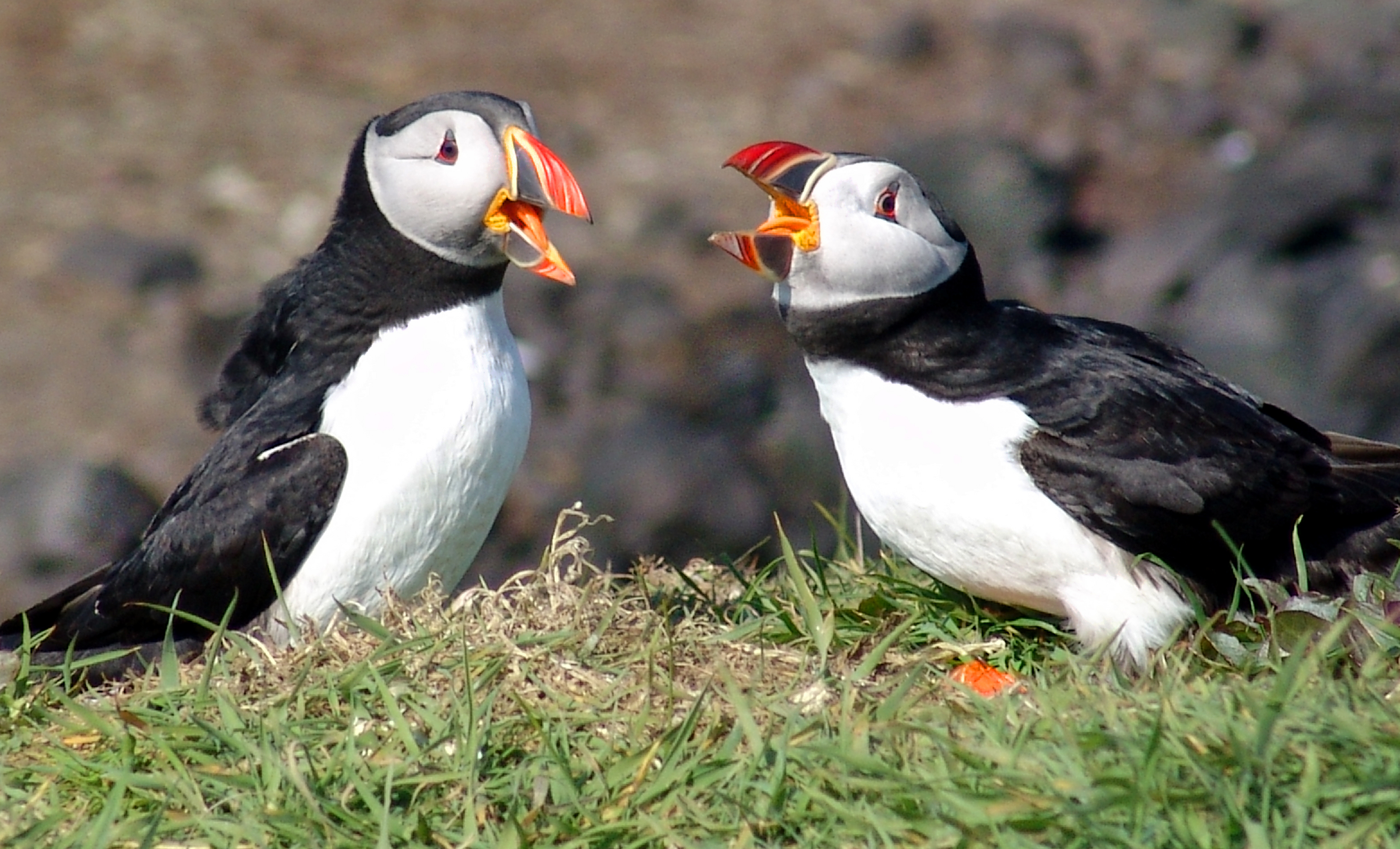
Lunnefåglar på ön Lunga, Treshnish Isles, Skottland.

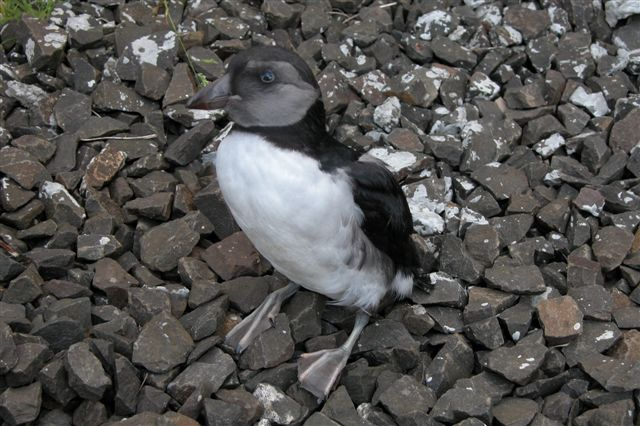
Här ses en juvenil lunnefågel. Näbben är smalare och ansiktet är mörkare, jämfört med adulta individer.

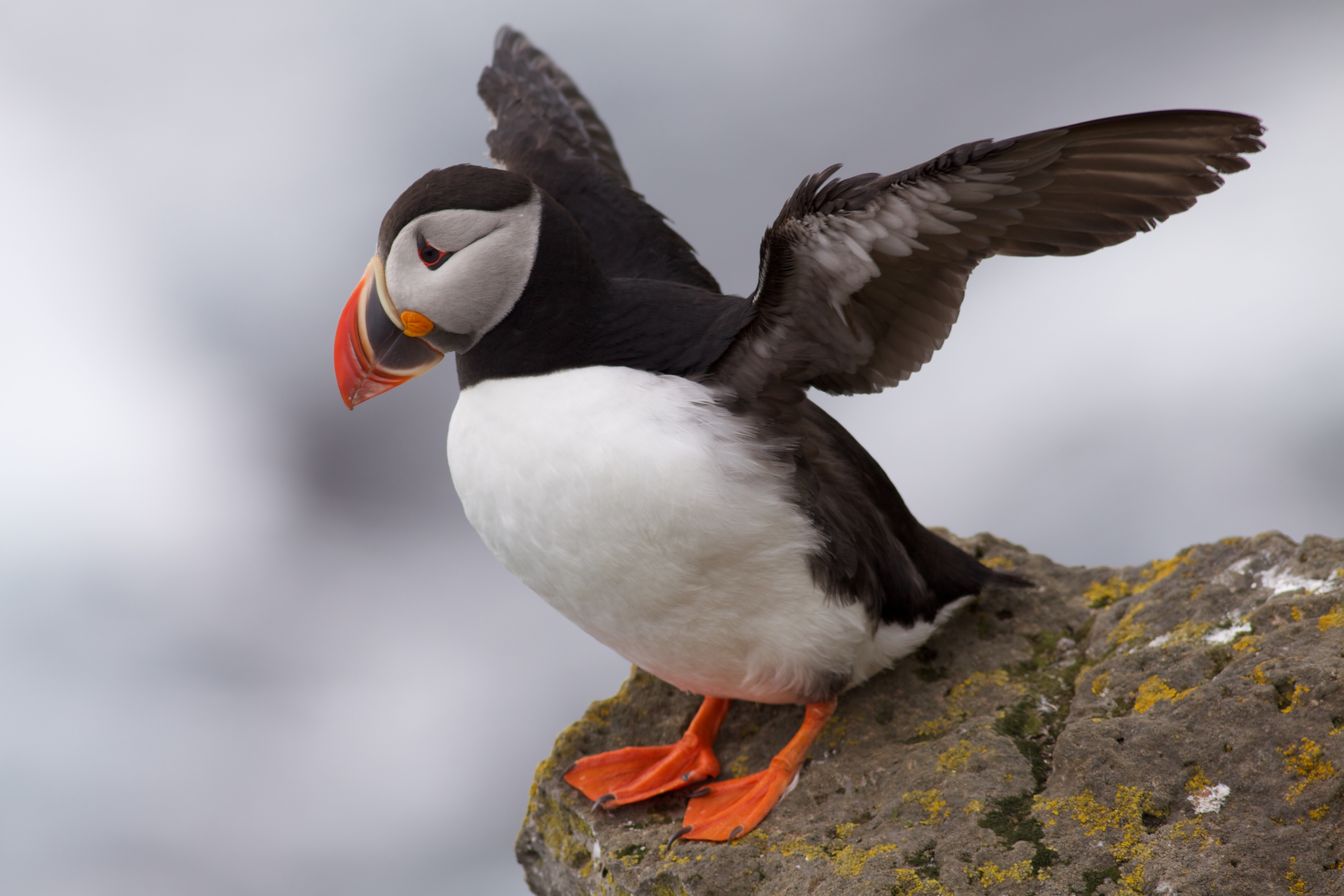
Adult lunnefågel på häckningslats vid Latrabjarg på Island.

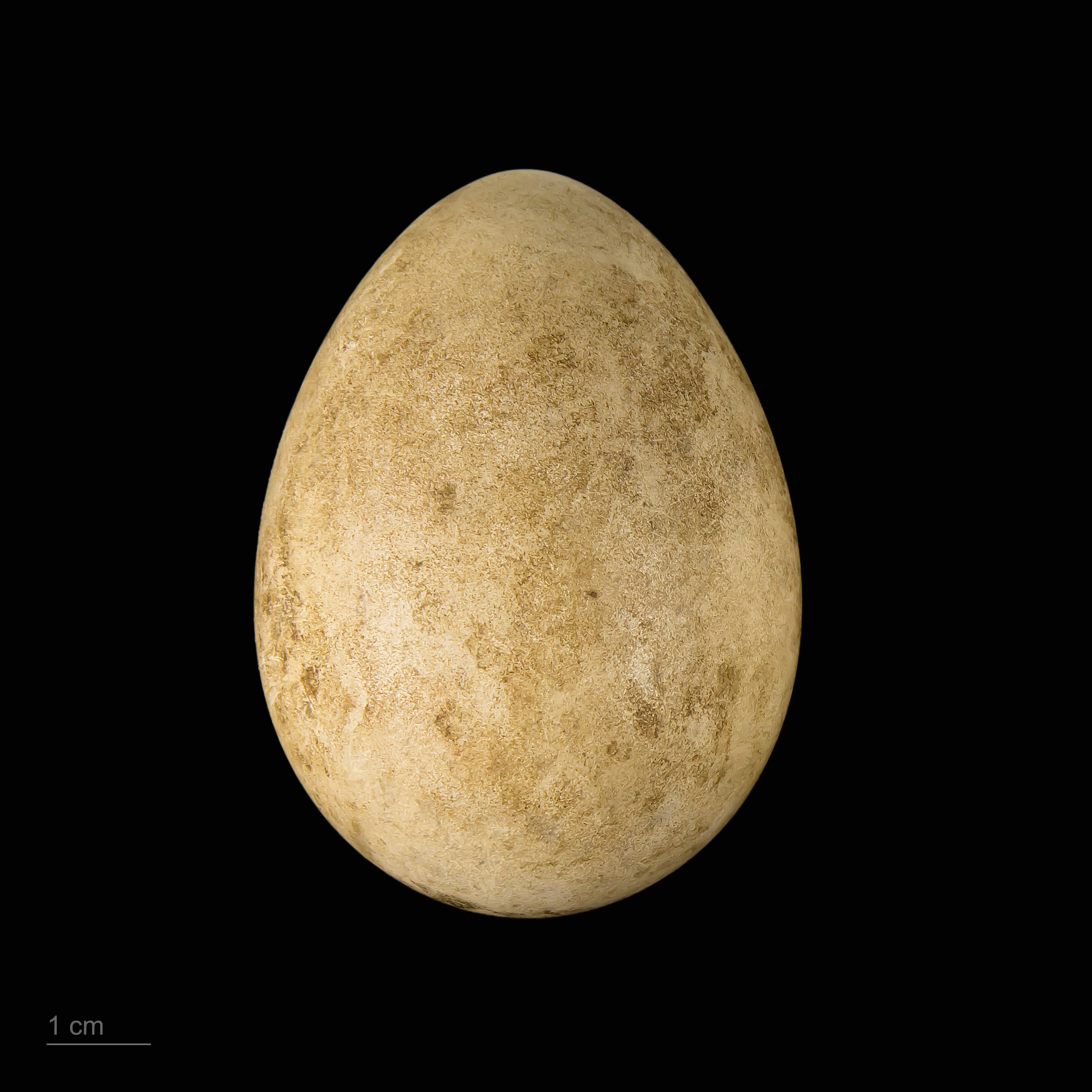
Fratercula arctica grabae

Lunnefåglar är skickliga simmare och dykare. De flyger oftast mycket lågt och snabbt över vågorna med surrande rörelser av de korta vingarna. Lunnefåglar kan bli gamla och man har hittat individer i Skottland som är äldre än 30 år.

### Häckning och biotop
Lunnefågeln häckar kolonivis på gräsbevuxna branta sluttningar på öar och vid klippiga kuststräckor. De placerar sina bon i jordhålor i gångar och små hål i stenrösen intill kustklippor. När ungarna är uppfödda i augusti sker en för hela kolonin synkroniserad avfärd då föräldrarna tar sina ungar på en promenad ut ur bohålan och ner till vattnet för att före gryning ha simmat långt ut till havs. Denna avfärd sker vid olika tidpunkter beroende på vilken latitud kolonin ligger på, vilket innebär att den sker senare i norr än i söder. De unga lunnefåglarna återvänder till häckningsplatsen som tidigast två år efter att de kläckts men då bara för att studera de adulta fåglarnas förehavande. De bildar par och häckar först vid fem års ålder.
Lunnefågel har ett uppvaktningsbeteende som den delar med andra arter bland alkor och tärnor, nämligen att hanen överlämnar mat i form av småfisk till honan. Detta sker både före och under äggläggningen. Detta beteende fungerar både som ett sätt för honan att se till att hon parar sig med en duglig hane, likväl som hanen genom att föda honan ser till att äggen på detta sätt blir av god kvalitet.

### Föda
Fågelns föda är små blötdjur och fiskar och ett normalt födointag för en adult fågel ligger på 100–130 gram. Vid kolonierna livnär den sig främst på tobis (Ammodytes sp.) men även sill och skarpsill. Normalt fångas småfiskar som mäter mellan fem och tolv cm med en maximal höjd på 23 mm.

## Lunnefågeln och människan

### Status och hot

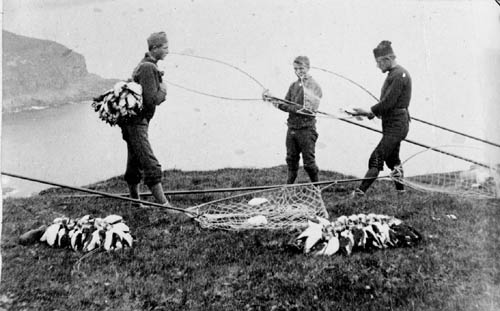
Lunnejägare på Färöarna 1899.

Populationen av lunnefågel reducerades betydligt under 1800-talet då de jagades för köttet och äggen. Även idag anses den minska kraftigt i antal. Kraftiga tillbakagångar konstaterades 1970–1990 bland annat på Färöarna, Irland, i södra England och i Bretagne. I Norge, där beståndet för närvarande beräknas vara 1,5–2 miljoner par, uppgick populationsminskningen till närmare 50 % under perioden 1980–2010. Orsaken till tillbakagången tros vara predation under häckningstid från trutar och av introducerade råttor, katter, hundar och rävar. Även miljöförstöring och födobrist påverkar beståndet negativt, liksom bifångst i fiskenät. Vissa lokala projekt har dock lett till framgång, bland annat Project Puffin vid Maines kust som fått lunnepopulationen att öka. Sedan 2015 kategoriseras den av internationella naturvårdsunionen IUCN som sårbar (VU).
2015 uppskattades det europeiska beståndet till mellan knappt 4,8 och knappt 5,8 miljoner par, medan världspopulationen tros bestå av 12–14 miljoner vuxna individer.
Lunnefågeln övervintrar på öppet vatten och kan då lätt påverkas av mänskliga effekter som oljeutsläpp. Oljan innehåller toxiner som fåglarna andas in eller förtär, vilket leder till njur- och leverskador. Detta kan även bidra till sämre häckningsframgångar och skador i embryots utveckling. Exempelvis förliste supertankern Torrey Canyon 1967 och dödade 85 procent av populationen av lunnefågel i Frankrike. På grund av deras små kullar kan det ta årtionden för lunnefågeln att återhämta sig från den typen av miljökatastrofer.

### Namn
Lunnefågelns vetenskapliga släktnamn Fratercula betyder "den lille brodern". Det har föreslagits att namnet anspelar på dess likhet med en munk men det är osäkert vad som ansågs vara munklikt. Engelsmannen Bill Gotch anser att det refererar till lunnefågelns beteende att lyfta en fot över den andra, som om den tänkte be en bön. Brisson som döpte släktet 1760 ger själv ingen förklaring. Han använder namnet parallellt med det franska namnet Macareux, och en möjlighet är att Fratercula anspelar på Macareus, bror och älskare till Canace i Ovidius "heroider" (Kvinnoöden under antiken : Epistulae heroidum).  
Lunnefågel kallas ibland bara för lunne och har förr kallats både grönländsk papegoja och utländsk alka. Det finns många hypoteser om ursprunget till ordeledet lunne eller lunde. I Elof Hellquist Svensk etymologisk ordbok från 1922 spekuleras det om namnet kan härledas från isländskans lund, det vill säga "kött utefter ryggraden", jämför svenskans länd, alltså ett ord som i förlängningen kopplas till fettet som användes från fågeln, men Hellquist avslutar resonemanget med "dock föga troligt". Vissa spekulerar att det istället är kopplat till isländskans lundir, dvs pluralformen av lund, och som i detta sammanhang skulle betyda "vita strimmor i ansiktet".
Ljudlagsenligt och semantiskt bjuder Adam Hyllesteds teori kanske på den rimligaste etymologin för ordet. Enligt denna är lunne/lunde ett samiskt lånord i fornnordiska, jämför dagens nordsamiska loddi eller kildinsamiska лоаннҍт (/loann't/) 'fågel' som går tillbaka till ett rekonstruerat fornsamiskt ord londe. Lunnefågeln är bland de vanligaste kustfåglarna i Nordskandinavien och dess geografiska utbredning längs  nordatlantkusten till Kolahalvön överensstämmer exakt med den dåtida samiska utbredningen. Fjäder och dun var bland godsen som samerna betalade i den så kallade finnskatten. Det är därför möjligt att norrmännen generaliserade det samiska namnet på 'fågel' för att beteckna just lunnefågeln.